# Intercontinental Cup (Basketball)
Der Intercontinental Cup ist ein internationaler Basketball-Pokalwettbewerb, der von der Fédération Internationale de Basketball (FIBA) ausgetragen wird. An ihm können Basketballvereine aus allen Kontinenten teilnehmen.

## Geschichte
Die Ursprünge des Intercontinental Cup gehen auf ein Freundschaftsspiel aus dem Jahr 1965 in São Paulo zwischen dem damaligen Gewinner des Europapokals der Landesmeister Real Madrid und dem des Südamerikapokal der Meister Corinthians zurück. Das Spiel endete mit einem 118:109 für die Brasilianer.
Das erste offiziell von der FIBA ausgetragene interkontinentale Turnier ging schließlich vom 6. bis 9. September 1966 in Madrid über die Bühne. Den Sieg sicherte sich Pallacanestro Varese durch ein 66:59 im Endspiel gegen Corinthians São Paulo. Am Wettbewerb nahmen darüber hinaus noch Gastgeber Real Madrid sowie die Chicago Jamaco Saints aus der US-amerikanischen National AAU Basketball League/National Alliance of Basketball Leagues (NABL) teil. Das im K.-o.-System (mit Halbfinale und Finale) ausgetragene Turnier wurde in weiterer Folge von den ebenfalls in der NABL spielenden Akron Goodyear Wingfoots dominiert, die sich von 1967 bis 1969 drei Titel in folge sicherten.
Ab 1970 änderte der Weltverband den Modus der Intercontinental Cups, der fortan als Rundenturnier ausgetragen wurde. Aufgrund des geringen Interesses und fehlender Einigung der Teilnehmer bei der Terminfindung fand 1971 kein Turnier statt und 1972 nahmen nicht Klubmannschaften, sondern die Nationalteams von Polen, Brasilien, der Sowjetunion sowie der Vereinigten Staaten teil. Im Jahre 1973 wurde der Wettbewerb zu Ehren des FIBA-Generalsekretärs Renato William Jones in FIBA Intercontinental Cup „William Jones“ umbenannt. Teilnahmeberechtigt waren fortan wieder Vereinsmannschaften aus verschiedenen Kontinentalverbänden. Der Vertreter der Vereinigten Staaten kam ab 1974 nicht mehr aus der NABL, sondern war nun ein College-Team aus der NCAA Division I, darüber hinaus starteten in der Regel Klubs aus Europa und Lateinamerika sowie ein bis zwei Teams aus dem Gastgeberland. In den Jahren 1975 und 1976 nahmen mit Hit Trésor Bangui (Zentralafrikanische Republik) und ASFA Dakar (Senegal) auch erstmals Teams aus Afrika am Wettbewerb teil.
Im Jahr 1981 weitete die FIBA das Turnier auf alle Kontinentalverbände aus und benannte es in FIBA Club World Cup um. Insgesamt nahmen zehn Mannschaften teil, vier aus Südamerika, zwei aus Europa, je ein Vertreter aus Afrika, Ozeanien und Asien sowie die Clemson Tigers aus den Vereinigten Staaten. Nach einer Vorrunde bestehend aus zwei Fünfergruppen, trafen die besten sechs Teams in einem Rundenturnier aufeinander. Den Sieg bei dieser Klubweltmeisterschaft sicherte sich Real Madrid. Es blieb jedoch vorerst nur bei nur einer Austragung unter diesem Modus und so fand der Wettbewerb von 1982 bis 1984 wieder als Intercontinental Cup mit Klubs aus Europa, Südamerika sowie einer Mannschaft aus der NCAA statt.
Im Jahr 1985 wurden CD Maxaquene (Mosambik) sowie die Philippinischen Nationalmannschaft eingeladen, das Turnier trug erneut den Namen FIBA Club World Cup. Nach einer Vorrunde aus zwei Fünfergruppen, trafen die vier besten Teams im K.-o.-System aufeinander. Den Sieg sicherte sich der FC Barcelona.
In den folgenden zwei Austragungen behielt das Turnier zwar seinen Namen, jedoch bestritten ihn erneut nur Klubs aus Europa, Südamerika sowie den Vereinigten Staaten.
Die Gründung des von 1987 bis 1999 ausgetragenen McDonald’s Championship, einem Aufeinandertreffen diverser FIBA-Klubmannschaften, gelegentlich auch Nationalteams, mit je einer Mannschaft aus der NBA, führte zur Einstellung des unattraktiveren Intercontinental Cups. Von 1988 bis 2012 wurde der Wettbewerb nur ein einziges Mal ausgetragen; im Jahr 1996 trafen der Gewinner des Europapokals der Landesmeister Panathinaikos Athen und der Sieger der Liga Sudamericana Olimpia Basketball Club aufeinander. Die Griechen entschieden das best-of-three Playoff mit 2:1 für sich.
Nach einer 15-jährigen Pause entschieden sich die FIBA und die ULEB im Jahr 2013 zu einer Wiederbelebung des Turniers. Unter dem Namen FIBA-Euroleague Intercontinental Cup trafen die Gewinner der EuroLeague und der FIBA Americas League aufeinander.
Aufgrund von Streitigkeiten zwischen der ULEB und der FIBA, vertrat im Jahr 2016 nicht der Gewinner der EuroLeague den europäischen Basketball, sondern der Sieger des weniger bedeutenden FIBA Europe Cup. Seit dem Jahr 2017 ist der jeweilige Gewinner der Basketball Champions League von Seiten der FIBA-Europa für den Intercontinental Cup qualifiziert.
Ab dem Jahr 2019 änderte sich erneut der Modus. Für das Turnier war nun neben den Siegern der Basketball Champions League (FIBA Europa) und FIBA Americas League (FIBA Americas) auch der Meister der NBA G-League sowie eine Gastgebermannschaft des vom Weltverband designierten Austragungsortes qualifiziert. Der Wettbewerb wurde im Final Four Modus, mit Halbfinale und Endspiel, ausgetragen.

### Namen
- FIBA Intercontinental Cup: 1966–1972
- FIBA Intercontinental Cup „William Jones“: 1973–1980
- FIBA Club World Cup „William Jones“: 1981
- FIBA Intercontinental Cup „William Jones“: 1982–1984
- FIBA Club World Cup „William Jones“: 1985–1987
- FIBA Intercontinental Cup: 1996
- FIBA-Euroleague Intercontinental Cup: 2013–2015
- FIBA Intercontinental Cup: seit 2016

## Intercontinental Cup Gewinner
| Jahr      | Ort                        | Sieger                   | Finalist                | Resultat               | Modus             |
| --------- | -------------------------- | ------------------------ | ----------------------- | ---------------------- | ----------------- |
| 1966      | Madrid                     | Pallacanestro Varese     | Corinthians São Paulo   | 66:59                  | K.-o.-System      |
| 1967      | Rom                        | Akron Goodyear Wingfoots | Pallacanestro Varese    | 78:72                  | K.-o.-System      |
| 1968      | Philadelphia               | Akron Goodyear Wingfoots | Real Madrid Basketball  | 105:73                 | K.-o.-System      |
| 1969      | Macon                      | Akron Goodyear Wingfoots | BC Brno                 | 84:71                  | K.-o.-System      |
| Jahr      | Ort                        | Sieger                   | Sieger                  | Sieger                 | Modus             |
| 1970      | Varese                     | Pallacanestro Varese     | Pallacanestro Varese    | Pallacanestro Varese   | Liga              |
| 1971      | Nicht ausgetragen          | Nicht ausgetragen        | Nicht ausgetragen       | Nicht ausgetragen      | Nicht ausgetragen |
| 1972 1    | São Paulo                  | Vereinigte Staaten       | Vereinigte Staaten      | Vereinigte Staaten     | Liga              |
| 1973      | São Paulo                  | Pallacanestro Varese     | Pallacanestro Varese    | Pallacanestro Varese   | Liga              |
| 1974      | Mexiko-Stadt               | Maryland Terrapins       | Maryland Terrapins      | Maryland Terrapins     | Liga              |
| 1975      | Cantù                      | Pallacanestro Cantù      | Pallacanestro Cantù     | Pallacanestro Cantù    | Liga              |
| 1976      | Buenos Aires               | Real Madrid Basketball   | Real Madrid Basketball  | Real Madrid Basketball | Liga              |
| 1977      | Madrid                     | Real Madrid Basketball   | Real Madrid Basketball  | Real Madrid Basketball | Liga              |
| 1978      | Buenos Aires               | Real Madrid Basketball   | Real Madrid Basketball  | Real Madrid Basketball | Liga              |
| 1979      | São Paulo                  | Esporte Clube Sírio      | Esporte Clube Sírio     | Esporte Clube Sírio    | Liga              |
| 1980      | Sarajevo                   | Maccabi Tel Aviv         | Maccabi Tel Aviv        | Maccabi Tel Aviv       | Liga              |
| 1981      | São Paulo                  | Real Madrid Basketball   | Real Madrid Basketball  | Real Madrid Basketball | Liga              |
| 1982      | Den Bosch                  | Pallacanestro Cantù      | Pallacanestro Cantù     | Pallacanestro Cantù    | Liga              |
| 1983      | Buenos Aires               | CA Obras Sanitarias      | CA Obras Sanitarias     | CA Obras Sanitarias    | Liga              |
| 1984      | São Paulo                  | Virtus Roma              | Virtus Roma             | Virtus Roma            | Liga              |
| Jahr      | Ort                        | Sieger                   | Finalist                | Resultat               | Modus             |
| 1985      | Barcelona, Girona          | FC Barcelona Basketball  | CA Monte Líbano         | 93:89                  | K.-o.-System      |
| 1986      | Buenos Aires               | Žalgiris Kaunas          | Ferro Carril Oeste      | 84:78                  | K.-o.-System      |
| 1987      | Mailand                    | Olimpia Milano           | FC Barcelona Basketball | 100:84                 | K.-o.-System      |
| 1988–1995 | Nicht ausgetragen          | Nicht ausgetragen        | Nicht ausgetragen       | Nicht ausgetragen      | Nicht ausgetragen |
| 1996      | Athen, Rosario             | Panathinaikos Athen      | Olimpia Basketball Club | 83:89 83:78 101:76     | Play-offs         |
| 1997–2012 | Nicht ausgetragen          | Nicht ausgetragen        | Nicht ausgetragen       | Nicht ausgetragen      | Nicht ausgetragen |
| 2013      | São Paulo                  | Olympiakos Piräus        | EC Pinheiros            | 81:70 86:69            | Play-off          |
| 2014      | Rio de Janeiro             | Flamengo                 | Maccabi Tel Aviv        | 66:69 90:77            | Play-off          |
| 2015      | São Paulo                  | Real Madrid              | Bauru Basquete Clube    | 90:91 91:79            | Play-off          |
| 2016      | Frankfurt am Main          | Guaros de Lara           | Skyliners Frankfurt     | 74:69                  |                   |
| 2017      | San Cristóbal de La Laguna | CB 1939 Canarias         | Guaros de Lara          | 76:71                  | Play-off          |
| 2018      | Nicht ausgetragen          | Nicht ausgetragen        | Nicht ausgetragen       | Nicht ausgetragen      | Nicht ausgetragen |
| 2019      | Rio de Janeiro             | AEK Athen                | Flamengo                | 86:70                  | K.-o.-System      |
| 2020      | San Cristóbal de La Laguna | CB 1939 Canarias         | Virtus Bologna          | 80:72                  | K.-o.-System      |
| 2021      | Buenos Aires               | San Pablo Burgos         | AA Quimsa               | 82:73                  | K.-o.-System      |
| 2022      | Kairo                      | Flamengo                 | San Pablo Burgos        | 75:62                  | K.-o.-System      |
| 2023      | Teneriffa                  | CB 1939 Canarias         | FC São Paulo            | 89:68                  | K.-o.-System      |

## Titel nach Mannschaften
| Mannschaft               | Land               | Titel |
| ------------------------ | ------------------ | ----- |
| Real Madrid              | Spanien            | 5     |
| Pallacanestro Varese     | Italien            | 3     |
| Akron Goodyear Wingfoots | USA                | 3     |
| CB 1939 Canarias         | Spanien            | 3     |
| Pallacanestro Cantù      | Italien            | 2     |
| Flamengo                 | Brasilien          | 2     |
| Olimpia Milano           | Italien            | 1     |
| Olympiakos Piräus        | Griechenland       | 1     |
| Esporte Clube Sírio      | Brasilien          | 1     |
| Žalgiris Kaunas          | Sowjetunion        | 1     |
| Virtus Roma              | Italien            | 1     |
| Panathinaikos Athen      | Griechenland       | 1     |
| Maccabi Tel Aviv         | Israel             | 1     |
| FC Barcelona             | Spanien            | 1     |
| CA Obras Sanitarias      | Argentinien        | 1     |
| Maryland Terrapins       | Vereinigte Staaten | 1     |
| Vereinigte Staaten       | Vereinigte Staaten | 1     |
| Guaros de Lara           | Venezuela          | 1     |
| AEK Athen                | Griechenland       | 1     |
| San Pablo Burgos         | Spanien            | 1     |

## Wertvollster Spieler
| Jahr | MVP                       | Mannschaft              |
| ---- | ------------------------- | ----------------------- |
| 1977 | Walter Szczerbiak         | Real Madrid             |
| 1987 | Juan Antonio San Epifanio | FC Barcelona            |
| 2013 | Vasilios Spanoulis        | Olympiakos Piräus       |
| 2014 | Nicolás Laprovíttola      | Flamengo Rio de Janeiro |
| 2015 | Sergio Llull              | Real Madrid             |
| 2016 | Zach Graham               | Guaros de Lara          |
| 2017 | Mike Tobey                | CB 1939 Canarias        |
| 2019 | Jordan Theodore           | AEK Athen               |
| 2020 | Marcelo Huertas           | CB 1939 Canarias        |
| 2021 | Vítor Benite              | San Pablo Burgos        |
| 2022 | Luke Martínez             | Flamengo                |
| 2023 | Bruno Fitipaldo           | CB 1939 Canarias        |